# 上沼恵美子のこころ晴天
『上沼恵美子のこころ晴天』（かみぬまえみこのこころせいてん）は、朝日放送ラジオ（ABCラジオ）にて、毎週月曜日の12:00 - 14:59（JST）に放送されているラジオ番組である。通称『こころ晴天』、略称『ここ天』。
1993年4月5日に、上沼も水曜のパーソナリティを務めた前番組『ABCパノラマ大放送』を発展させる形でスタートした平日の帯枠『こころ晴天』シリーズの内、月～木曜として放送開始。他のこころ晴天シリーズとして金曜（後に木曜）に放送された円広志によるこころ晴天、後の水曜に放送された三代澤と宮根のこころ晴天など。2000年からは『ABCパワフルアフタヌーン』として放送。2010年4月より月曜日のみの放送に変更された。

## 番組の特徴
- 他の曜日の『ABCパワフルアフタヌーン』で放送されている番組と異なり、ABCニュースと帯コーナーがある番組終盤14時台後半以外は特に大きなコーナーが設定されておらず（ただしスポンサードの都合でコーナー名はある）、フリートークで構成される。そのためエミリー（上沼）の千里・万里時代の話や、日常生活・嫁姑･旦那への文句など、庶民が共感出来る話題が豊富に展開されている。

- オープニングのタイトルコールは『上沼恵美子の～』ではなく、『エミリー、てつじ、真平の～』または『エミリー、田崎、真平の～』と各出演者が言っている（『こころ晴天』は3人が声を合わせて言う）。
- 『ABCパワフルアフタヌーン』では唯一、エー・ビー・シーメディアコム（AMC）が製作に携わっていない。

## 出演者
パーソナリティ
- 上沼恵美子[1][2]

パートナー
- てつじ（シャンプーハット、隔週）
- 田崎佑一（藤崎マーケット、隔週）
- 北村真平（朝日放送テレビアナウンサー）2012年1月9日 -

2020年の初頭から日本国内で新型コロナウイルスへの感染が拡大している影響で、同年4月13日放送分からは、レギュラーパーソナリティから北村のみ出演。上沼・梶原・てつじは、大事を取ってスタジオへの出演を見合わせていた。この期間中は、北村の先輩アナウンサー（中邨雄二※4月13日のみ、小寺右子※4月20日以降）が代演。上沼は、5月11日放送分から電話を通じて一部の時間帯で出演を再開した後に、6月1日放送分から全編へ再び出演している。

### 過去の出演者
- トミーズ健

1997年10月 - 2010年3月。月曜日担当。2010年3月の放送枠縮小時に降板。
- 佐川満男

ここ天の前身『パノラマ大放送』で上沼が組みたいとラブコールを送りそのまま出演。当初は木曜日レギュラーであったが月曜日の不定期出演に移動する。
- 芦川百々子

上沼の実姉。漫才コンビ「海原千里・万里」の万里として活躍。当初は水曜日レギュラーから、火曜日に移動。その後不定期出演に。レギュラー降板後も度々ゲスト出演している。
- 遥洋子（月曜日）
- 古川忠義

当初は木曜の唄のコーナーがあったが、木曜終了に伴い火曜コーナーに移動。
- 乾浩明

元朝日放送（当時）アナウンサー、月末火曜日出演。かつて『ぼやきレター』の前に『ラジオエッセイ』というコーナーがあり、月間大賞作を朗読。上田慶行がテレビの朝の帯番組『おはようコールABC』を担当することに伴い、コーナー終了と同時に降板する。
- 保坂和拓（朝日放送〈当時〉アナウンサー）[1]

月曜日担当
- 上田慶行（出演当時は朝日放送〈当時〉アナウンサー）[1]

火曜日担当
- 三代澤康司（朝日放送〈当時〉アナウンサー）[1]

水曜日、木曜日
水曜日は1995年10月より『三代澤・宮根の〜』となり上沼版は終了する。ちなみに木曜日のエンディングに歌のコーナーがあり、そのお陰で歌が上手になったという。上沼不在となる年末年始の放送では『三代澤康司のこころ晴天』として代理パーソナリティーを担当していた（2013年末は、『北村真平のこころ晴天』に前枠番組『ドッキリ!ハッキリ!三代澤康司です』から同番組月曜パートナーの桂紗綾と共に引き続き出演する形に。2014年からは、三代澤が同年6月に病気療養を経験し、北村に任せる意味合いもあってか出演しなくなった）。
- 長嶋賢一朗（出演当時は朝日放送〈当時〉アナウンサー）

上田慶行に代わって2代目火曜日進行。
- 清水貴之（出演当時は朝日放送〈当時〉アナウンサー）

2006年秋から火曜日担当。2010年3月の改編に伴い卒業。
- 土谷多恵子
- ばんばひろふみ
- 若井みどり

2008年12月16日まで
- 上田剛彦（朝日放送〈当時〉アナウンサー）

2011年12月19日まで
- 小籔千豊

2016年9月19日まで
- 梶原雄太（キングコング）

2020年7月25日まで
- 西森洋一（モンスターエンジン）

2020年10月27日から、2024年7月29日まで

### 「円広志のこころ晴天」出演者
- 円広志[1]
- 桂小枝[1]

ABCパノラマ大放送金曜日より続投。ABCパワフルアフタヌーン開始以降、円は木曜日も担当。
- 桂九雀
- 海原しおり

ABCパワフルアフタヌーン開始以降の木曜日に出演。
- 豊島美雪[1]

初代金曜日進行。
- 藤原正美

豊島が休みの時の代役も務めたが、後に木曜日に異動。
- 牧野エミ

豊島に替わって2代目金曜日進行。「おやじのタンバリン」という曲を出した。そのカップリングは、小枝が歌う「あしたは明日、きょうは今日」という歌。
- 枝松順一（出演当時は朝日放送〈当時〉アナウンサー）

「円・しおりのこころ晴天」になってからの木曜日進行。

## タイムテーブル
2010年3月まで。曜日企画については月曜の内容が放送されている。
- 13:30 オープニング
- 14:00 ABC朝日ニュース
- 14:05 
  - （月）晴天ハナマルトーク
  - （火）おしゃべり玉手箱
- 14:45 きかなきゃソングソング
- 14:50 ABC天気予報
- 14:53 ABC交通情報
- 14:55 時報CMまでのクッション
- 15:00 ABC朝日ニュース
- 15:05 
  - （月）わびレター
  - （火）ぼやきレター
- 15:12 生CM
- 15:14 
  - （月）明るいモメゴト相談室
  - （火）イエスタディこれ食べたディ
- 15:25 1万円キーワード〜エンディング

## コーナー紹介
- ここ天わびレター
『そんなつもりはなかったんです、あの日のことは…。思わず口から出てしまったんです、あの日のことは…。心からお詫びをしたい、でもできない。』そんなリスナーに代わって3人が懺悔するコーナー。
- ぼやきレター
- 明るいモメゴト相談室
お悩み相談のコーナー。

## 番組テーマソング
- 『ブルースカイブルー』　唄:上沼恵美子　作曲:円広志
元々は円の楽曲であり、円の担当の時は円歌唱版が流れた。上沼版は番組開始当初は、オープニングでフルコーラスで流れ、流れた後に出演者の挨拶があった。円版は、放送時間の関係、更には番組進行の時間の関係上、ワンコーラスが流れてから出演者の挨拶があったが、後に上沼版も番組進行の時間の関係上、ワンコーラスが流れてから出演者の挨拶するスタイルに変わった。